# 마츠모토 히로야
마츠모토 히로야(일본어: 松本寛也, 1986년 6월 21일~)는 일본의 배우이다.

## 출연
- 마법전대 마지레인저 - 오즈 츠바사 역
- 특명전대 고버스터즈 - 진 마사토 역
- 수리검전대 닌닌저 - 오즈 츠바사 역
- 우주전대 큐레인저 - 호시 미나토 역